# Somogyi Győző
Somogyi Győző (Budapest, 1942. július 28. –) a Nemzet Művésze címmel kitüntetett, Kossuth-díjas magyar grafikus és festő kiváló művész. A magyar történelmi viseleteket, a népi építészetet kutatja és rajzolja. A Magyar Művészeti Akadémia tagja (1997).

## Életpályája
Somogyi Viktor és Borzák Róza házasságából született. 1956–1960 között a Képzőművészeti Gimnáziumban tanult. 1960–1964 között a Kossuth Nyomdában segédmunkásként, majd szakmunkásként dolgozott, itt tanulta meg a sokszorosító grafikai eljárásokat. A papi hivatást választotta, 1962–1968 között a budapesti Római Katolikus Hittudományi Akadémia hallgatója volt. 1967-ben szentelték pappá. 1968-ban doktorált egyháztörténetből. 1968–1975 között munkáspapként tevékenykedett. 1971–1975 között a Tömő utcai kápolnában segédlelkészi beosztásban szolgált, a lelkészi szolgálat mellett fizikai munkát is kellett vállalnia, hogy fenntartsa magát.
1972-ben Markó György nyomdász a szitanyomás művészetét mutatta meg neki. Az 1970-es években kijutott Párizsba, Rómába, Romániába, legnagyobb hatást gyakorolt művészetére az 1980-as görög útja. 1973 óta rendez grafikai kiállításokat, és ettől az évtől kezdve a Művészeti Alap és a Magyar Képzőművészeti Szövetség tagja. 1975-ben kilépett az egyházi rendből és szabadfoglalkozású képzőművész lett. 1980 óta elsősorban fest. 1985 óta Salföldön gazdálkodó. 1997 óta a Magyar Művészeti Akadémia tagja, 2004 óta elnökségi tagja. A Káli-medence Környezetvédő Társaság tagja.
Művészetének témáit a természetből, a mindennapi életből, a bibliából és a hadtörténelmi eseményekből meríti. Hagyományos ikonszerű történelmi-népies stílus jellemzi, de a 20. század stílus irányai, köztük a konstruktivista művészet, is hatást gyakoroltak rá, főleg tájképfestményeire. Legnagyobb alkotása 100 magyar hadtörténelmi személyiség arcképének megfestése (1986–1996), amely eredendően A magyar hősök arcképcsarnoka címen jelent meg kiállításokon és könyvalakban. „A Magyar hősök arcképcsarnoka Attila hun királytól Maléter Pál ezredesig bezárólag azon hősöknek kíván emléket állítani, akik viharos történelmünk során a hazát védelmezték. A művész különös gonddal festette le az ábrázoltak öltözékét: az egyenruhák, fegyverek, címerek, rendjelek korhűek, aprólékos kidolgozásuk komoly előtanulmányokra vall.”

## Kiállításai (válogatás)

### Egyéni
- 1973-1976, 1978, 1980, 1984, 1986, 1988, 1992 • Budapest
- 1975-1976 • Kaposvár
- 1976 • Frankfurt am Main
- 1977 • Balmazújváros • Miskolc
- 1978 • Szeged •  Komló
- 1979 • Mohács •  Veszprém •  Tapolca
- 1980 • Szófia
- 1981 • Miskolc
- 1982 • Szekszárd
- 1983 • Zürich • Siófok • Balatonboglár • Komárom
- 1984 • Kiskunhalas, Veszprém
- 1985 • Mór • Kecskemét • Tihany • Keszthely
- 1986 • Zalaegerszeg
- 1987 • Bécs • Dömös • Sárvár
- 1988 • Gödöllő
- 1990 • Székesfehérvár • Aszód • Révfülöp
- 1991 • Püspökladány •  Ajka
- 1992 • Tapolca •  Siófok
- 1993 • Pécs • Dombóvár • Keszthely
- 1996 • Magyar hősök arcképcsarnoka, Néprajzi Múzeum, Budapest
- 2003 • Tájkép, térkép, Ernst Múzeum, Budapest
- 2004 • Móra Ferenc Múzeum, Szeged • Keresztény Múzeum, Esztergom
- 2006 • Új művek, Egry József Emlékmúzeum, Badacsony
- 2009 • Látvány, tartalom és életforma – Somogyi Győző kiállítása, Mű-Terem Galéria, Debrecen • Forrás Galéria, Budapest • Krizsán András - Somogyi Győző: A Balaton-felvidék tájba simuló népi építészete - könyvbemutató és kiállítás, Magyar Építőművészek Szövetsége (MÉSZ), Budapest
- 2010 •  Somogyi Győző grafikái, Regionális Összművészeti Központ (REÖK), Szeged
- 2011 •  „...Kössünk kardot az pogány ellen...” - Somogyi Győző kiállítása, Művészetek Háza, Kőszeg

### Csoportos
- 2006 • A nagy visszatérők,[3] Nagykőrösi Arany János Művelődési Központ, Nagykőrös
- 2008 • A Nap utcai fiúk - Szomjas György 12 játékfilmjének képeire 12 művész válaszol, Forrás Galéria, Budapest

## Festményeiből
- Tanya Mikonoszon (1981)
- Csemniczky Boldizsár (1990)
- Balaton. Szent György-hegy

## Könyvei
- Páncélos lovagok (Bodor Ferenccel, 1983)
- Barczy Zoltánnal: A szabadságharc hadserege (1986)
- Magyar huszárok (1987)
- Királyért és hazáért (Barczy Zoltánnal, 1990)
- Káli medence (1992)
- Tihany (társszerző, 1995)
- Az erdélyi fejedelemség hadserege (B. Szabó Jánossal, 1996)
- Magyar hősök arcképcsarnoka (1996)
- Magyar-bizánci háborúk (B. Szabó Jánossal, 1998)
- Nagy huszárkönyv (Ságvári Györggyel, 1999)
- Elfelejtett háború (2000)
- Honvédhuszárok 1920-1945 (Ságvári Györggyel és Szabó Péterrel, 2001)
- Kis huszárkönyv (2001)
- Magyar királyok arcképcsarnoka (2006)
- Krizsán András–Somogyi Győző: A Balaton-felvidék tájba simuló népi építészete; Cser, Bp., 2010
- A szabadságharc katonái (2011)
- Magyar hadizászlók (2011)
- Mária Terézia magyar katonái (2011)
- Salföldi falukrónika; szerk. Somogyi Győző, Somogyi Márk; smArt Design Studio, Salföld, 2016
- Az Árpád-ház szentjei. Somogyi Győző festményei; életrajzi szöveg Puskely Mária; Magyar Napló–Írott Szó Alapítvány, Bp., 2020

## Díjai, kitüntetései
- Az Országos grafikai biennále nagydíja, Miskolc (1977)
- Március 15. díj (1983)
- Munkácsy Mihály-díj (1988)
- Pro Natura díj (1992)
- Magyar Művészetért díj (1992)
- Mednyánszky László-díj (1994)
- Kiváló művész (1997)
- Prima díj (2003)
- Kossuth-díj (2012)
- Magyar Örökség díj (2014)[4]
- A Nemzet Művésze (2014)